# 1175 dans les croisades
Cette page regroupe les évènements concernant les Croisades qui sont survenus en 1175 :
- 1er février : Raymond III de Tripoli attaque Homs, obligeant Saladin à lever le siège d'Alep. Dans les tractations, Renaud de Châtillon est libéré[1].
- 23 avril : Saladin défait les princes zengides Saif ad-Dîn Ghâzî II, émir de Mossoul, et As-Salih Ismail al-Malik, émir d'Alep, à Qurûn Hamâ[2]
- 15 mai : Assassinat de Mleh, seigneur arménien des Montagnes[3].
- Guillaume de Tyr est élu archevêque de Tyr[4].